# 奥布里·戴维斯
奥布里·D·戴维斯（英語：Aubrey D. Davis，1921年3月28日—1996年11月23日），美国NBA联盟前职业篮球运动员。